# Ananteris canalera
Espèce
Ananteris canalera est une espèce de scorpions de la famille des Ananteridae.

## Distribution
Cette espèce est endémique de la province de Panama Ouest au Panama. Elle se rencontre vers Capira et Chame.

## Description
La femelle holotype mesure 25,35 mm, les mâles mesurent de 19,70 à 20,35 mm et les femelles de 25,35 à 27,15 mm.

## Systématique et taxinomie
Cette espèce a été décrite par Miranda et Armas en 2020.

## Publication originale
- Miranda & Armas, 2020 : « A new species of Ananteris (Scorpiones: Buthidae) from Panama. » Euscorpius, no 297, p. 1-7 (texte intégral).